# Mammalodontidae
Mammalodontidae es una familia de cetáceos misticetos extintos del Oligoceno de Australia y Nueva Zelanda.
Actualmente esta familia incluye dos géneros: Janjucetus y Mammalodon. Tras un análisis cladístico en 2010, Janjucetus fue trasladado a Mammalodontidae, por lo que Janjucetidae es sinónimo de Mammalodontidae.
Analizando la morfología de la mandíbula de los misticetos dentados, en 2012 Erich Fitzgerald encontró ocho características mandibulares únicas para los miembros de Mammalodontidae:
- La sínfisis mandibular es corta, la superficie de la articulación es rugosa, pero carece de canal sinfisario. En los arqueocetos la sínfisis es larga, pero en los misticetos modernos, por el contrario, la sínfisis es muy pequeña, las superficies articulares son lisas y hay un surco en el lado interior de la mandíbula que aloja el ligamento sinfisario que les permite abrir la boca.
- Los forámenes externos de la mandíbula son relativamente grandes (más pequeños o ausentes en los misticetos posteriores).
- Los postcaninos se asientan en un surco longitudinal flanqueado por un borde lateral (el «margen alveolar»).
- El margen alveolar (superior) forma un ángulo con el margen ventral (inferior) (como en los arqueocetos).
- El margen ventral es recto en la mitad posterior de la mandíbula.
- Los dientes tienen crestas longitudinales.
- Los postcaninos posteriores tienen dos raíces unidas debajo de la base de la corona.
- Los postcaninos están muy comprimidos y sin diastema.

A partir de estas características mandibulares, en 2006 Fitzgerald concluyó que en los misticetos las amplias cavidades bucales adaptadas para la alimentación por succión evolucionaron antes de las adaptaciones mandibulares para la alimentación por filtrado.